# Poa attenuata
Poa attenuata är en gräsart som beskrevs av Carl Bernhard von Trinius. Poa attenuata ingår i släktet gröen, och familjen gräs. Inga underarter finns listade i Catalogue of Life.